# Golden Globe 2008
La 65ª edizione della cerimonia di premiazione di Golden Globe si è tenuta il 13 gennaio 2008 al Beverly Hilton Hotel di Beverly Hills, California.
A causa dello sciopero degli sceneggiatori americani, la cerimonia di premiazione si è ridotta a una semplice conferenza stampa con l'annuncio dei vincitori, senza l'intervento delle star né il ritiro dei premi da parte dei vincitori. Per questo motivo, inoltre, la consegna dell'annunciato premio alla carriera (Cecil DeMille Award) a Steven Spielberg è stata rimandata all'edizione successiva.

## Premi per il cinema
Vengono di seguito indicati in grassetto i vincitori. Ove ricorrente e disponibile, viene indicato il titolo in lingua italiana e quello in lingua originale tra parentesi.

### Miglior film drammatico
- Espiazione (Atonement), regia di Joe Wright
- American Gangster, regia di Ridley Scott
- The Great Debaters, regia di Denzel Washington
- Michael Clayton, regia di Tony Gilroy
- Non è un paese per vecchi (No Country for Old Men), regia di Joel ed Ethan Coen
- Il petroliere (There Will Be Blood), regia di Paul Thomas Anderson
- La promessa dell'assassino (Eastern Promises), regia di David Cronenberg

### Miglior film commedia o musicale
- Sweeney Todd - Il diabolico barbiere di Fleet Street (Sweeney Todd), regia di Tim Burton
- Across the Universe, regia di Julie Taymor
- La guerra di Charlie Wilson (Charlie Wilson's War), regia di Mike Nichols
- Hairspray - Grasso è bello (Hairspray), regia di Adam Shankman
- Juno, regia di Jason Reitman

### Miglior regista
- Julian Schnabel - Lo scafandro e la farfalla (Le scaphandre et le papillon)
- Tim Burton - Sweeney Todd - Il diabolico barbiere di Fleet Street (Sweeney Todd)
- Joel ed Ethan Coen - Non è un paese per vecchi (No Country for Old Men)
- Ridley Scott - American Gangster
- Joe Wright - Espiazione (Atonement)

### Miglior attore in un film drammatico
- Daniel Day-Lewis - Il petroliere (There Will Be Blood)
- George Clooney - Michael Clayton
- James McAvoy - Espiazione (Atonement)
- Viggo Mortensen - La promessa dell'assassino (Eastern Promises)
- Denzel Washington - American Gangster

### Migliore attrice in un film drammatico
- Julie Christie - Away from Her - Lontano da lei (Away from Her)
- Cate Blanchett - Elizabeth: The Golden Age
- Jodie Foster - Il buio nell'anima (The Brave One)
- Angelina Jolie - A Mighty Heart - Un cuore grande (A Mighty Heart)
- Keira Knightley - Espiazione (Atonement)

### Miglior attore in un film commedia o musicale
- Johnny Depp - Sweeney Todd - Il diabolico barbiere di Fleet Street (Sweeney Todd)
- Ryan Gosling - Lars e una ragazza tutta sua (Lars and the Real Girl)
- Tom Hanks - La guerra di Charlie Wilson (Charlie Wilson's War)
- Philip Seymour Hoffman - La famiglia Savage (The Savages)
- John C. Reilly - Walk Hard: La storia di Dewey Cox (Walk Hard: The Dewey Cox Story)

### Migliore attrice in un film commedia o musicale
- Marion Cotillard - La vie en rose (La Mome)
- Amy Adams - Come d'incanto (Enchanted)
- Nikki Blonsky - Hairspray (Hairspray)
- Helena Bonham Carter - Sweeney Todd - Il diabolico barbiere di Fleet Street (Sweeney Todd)
- Ellen Page - Juno (Juno)

### Miglior attore non protagonista
- Javier Bardem - Non è un paese per vecchi (No Country for Old Men)
- Casey Affleck - L'assassinio di Jesse James per mano del codardo Robert Ford (The Assassination Of Jesse James By The Coward Robert Ford)
- Philip Seymour Hoffman - La guerra di Charlie Wilson (Charlie Wilson's War)
- John Travolta - Hairspray (Hairspray)
- Tom Wilkinson - Michael Clayton (Michael Clayton)

### Migliore attrice non protagonista
- Cate Blanchett - Io non sono qui (I'm Not There)
- Julia Roberts - La guerra di Charlie Wilson (Charlie Wilson's War)
- Saoirse Ronan - Espiazione (Atonement)
- Amy Ryan - Gone, Baby, Gone (Gone Baby Gone)
- Tilda Swinton - Michael Clayton (Michael Clayton)

### Migliore sceneggiatura
- Joel ed Ethan Coen - Non è un paese per vecchi (No Country for Old Men)
- Diablo Cody - Juno
- Christopher Hampton - Espiazione (Atonement)
- Ronald Harwood - Lo scafandro e la farfalla (Le scaphandre et le papillon)
- Aaron Sorkin - La guerra di Charlie Wilson (Charlie Wilson's War)

### Migliore colonna sonora originale
- Dario Marianelli - Espiazione (Atonement)
- Clint Eastwood - Grace Is Gone
- Alberto Iglesias - Il cacciatore di aquiloni (The Kite Runner)
- Howard Shore - La promessa dell'assassino (Eastern Promises)
- Eddie Vedder, Michael Vedder e Kaki Vedder - Into the Wild - Nelle terre selvagge (Into the Wild)

### Migliore canzone originale
- Guaranteed, parole e musica di Eddie Vedder  - Into the Wild - Nelle terre selvagge (Into The Wild)
- Despedida, musica di Shakira e Antonio Pinto e parole di Shakira - L'amore ai tempi del colera (Love In The Time Of Cholera)
- Grace Is Gone, musica di Clint Eastwood e parole di Carole Bayer Sager - Grace Is Gone (Grace Is Gone)
- That's How You Know, musica di Alan Menken e parole di Stephen Schwartz - Come d'incanto (Enchanted)
- Walk Hard, parole e musica di Judd Apatow, Kasdan, John C. Reilly e Marshall Crenshaw - Walk Hard: La storia di Dewey Cox (Walk Hard: The Dewey Cox Story)

### Miglior film straniero
- Lo scafandro e la farfalla (Le scaphandre et le papillon), regia di Julian Schnabel (Francia)
- 4 mesi, 3 settimane e 2 giorni (4 luni, 3 săptămâni şi 2 zile), regia di Cristian Mungiu (Romania)
- Il cacciatore di aquiloni (The Kite Runner), regia di Marc Forster (USA)
- Lussuria - Seduzione e tradimento (Se, jie), regia di Ang Lee (Taiwan)
- Persepolis (Persepolis), regia di Marjane Satrapi e Vincent Paronnaud (Francia)

### Miglior film d'animazione
- Ratatouille, regia di Brad Bird e Jan Pinkava
- Bee Movie, regia di Steve Hickner e Simon J. Smith
- I Simpson - Il film (The Simpsons Movie), regia di David Silverman

## Premi per la televisione
Vengono di seguito indicati in grassetto i vincitori. Ove ricorrente e disponibile, viene indicato il titolo in lingua italiana e quello in lingua originale tra parentesi.

### Miglior serie drammatica
- Mad Men (Mad Men)
- Big Love (Big Love)
- Damages (Damages)
- Dr. House - Medical Division (House, M.D.)
- Grey's Anatomy (Grey's Anatomy)
- I Tudors (The Tudors)

### Miglior serie commedia o musicale
- Extras (Extras)
- 30 Rock (30 Rock)
- Californication (Californication)
- Entourage (Entourage)
- Pushing Daisies (Pushing Daisies)

### Miglior mini-serie o film per la televisione
- Longford (Longford), regia di Tom Hooper
- Bury My Heart At Wounded Knee (Bury My Heart at Wounded Knee), regia di Yves Simoneau
- The Company (The Company), regia di Mikael Salomon
- Five Days (Five Days), regia di Otto Bathurst e Simon Curtis
- The State Within - Giochi di potere (The State Within), regia di Michael Offer e Daniel Percival

### Miglior attore in una serie drammatica
- Jon Hamm - Mad Men (Mad Men)
- Michael C. Hall - Dexter (Dexter)
- Hugh Laurie - Dr. House - Medical Division (House M.D.)
- Bill Paxton - Big Love (Big Love)
- Jonathan Rhys Meyers - I Tudors (The Tudors)

### Miglior attore in una serie commedia o musicale
- David Duchovny - Californication (Californication)
- Alec Baldwin - 30 Rock (30 Rock)
- Steve Carell - The Office (The Office)
- Ricky Gervais - Extras (Extras)
- Lee Pace - Pushing Daisies (Pushing Daisies)

### Miglior attore in una mini-serie o film per la televisione
- Jim Broadbent - Longford (Longford)
- Adam Beach - Bury My Heart at Wounded Knee (Bury My Heart at Wounded Knee)
- Ernest Borgnine - A Grandpa for Christmas (A Grandpa for Christmas)
- Jason Isaacs - The State Within (The State Within)
- James Nesbitt - Jekyll (Jekyll)

### Miglior attrice in una serie drammatica
- Glenn Close - Damages (Damages)
- Patricia Arquette - Medium (Medium)
- Minnie Driver - The Riches (The Riches)
- Edie Falco - I Soprano (The Sopranos)
- Sally Field - Brothers & Sisters (Brothers & Sisters)
- Holly Hunter - Saving Grace (Saving Grace)
- Kyra Sedgwick - The Closer (The Closer)

### Miglior attrice in una serie commedia o musicale
- Tina Fey - 30 Rock (30 Rock)
- Christina Applegate - Samantha chi? (Samantha Who?)
- America Ferrera - Ugly Betty (Ugly Betty)
- Anna Friel - Pushing Daisies (Pushing Daisies)
- Mary-Louise Parker - Weeds (Weeds)

### Miglior attrice in una mini-serie o film per la televisione
- Queen Latifah - Life Support (Life Support)
- Bryce Dallas Howard - Come vi piace (As You Like It)
- Debra Messing - The Starter Wife (The Starter Wife)
- Sissy Spacek - Il mondo di Hollis Woods (Pictures of Hollis Woods)
- Ruth Wilson - Jane Eyre

### Miglior attore non protagonista in una serie
- Jeremy Piven - Entourage
- Ted Danson - Damages
- Kevin Dillon - Entourage
- Andy Serkis - Longford (Longford)
- William Shatner - Boston Legal
- Donald Sutherland - Dirty Sexy Money (Dirty Sexy Money)

### Miglior attrice non protagonista in una serie
- Samantha Morton - Longford
- Rose Byrne - Damages
- Rachel Griffiths - Brothers & Sisters
- Katherine Heigl - Grey's Anatomy
- Anna Paquin - Bury My Heart at Wounded Knee (Bury My Heart at Wounded Knee)
- Jaime Pressly - My Name Is Earl